# Parowóz pancerny

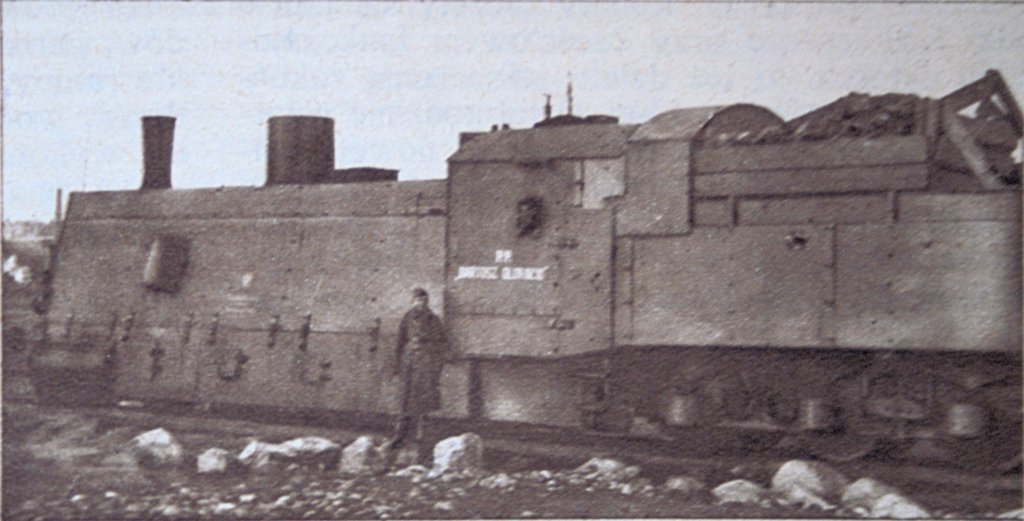
Parowóz pancerny z 1920 r. pociągu Bartosz Głowacki

Parowóz pancerny – opancerzona lokomotywa parowa (parowóz) używana w pociągach pancernych. Parowozy pancerne były budowane na bazie zwykłych parowozów, całkowicie obudowanych pancerzem. W zależności od potrzeb i dostępnych materiałów budowano też improwizowane parowozy pancerne, jedynie częściowo opancerzone płytami pancernymi lub stalowymi.
Jako parowozy pancerne przebudowywano zarówno parowozy z tendrem (częściej) jak i tendrzaki. Część typów parowozów pancernych miała nad tendrem wieżyczkę obserwacyjną dowódcy pociągu pancernego i stanowisko dowodzenia, wyposażone w środki komunikacji.
Bardziej znane typy parowozów pancernych (w nawiasach – polskie oznaczenia serii stosowane na PKP po 1923):
- austro-węgierskie (I wojna światowa): seria 377 (TKh103)
- niemieckie (II wojna światowa): seria 93 (Br.93), seria 57 (Br.57) (Tw1), seria 52 (Br.52) (Ty2)
- rosyjskie / radzieckie: seria O (I i II wojna światowa)
- polskie:
  - okres 1918–30: seria 229 (OKl12), seria 73 (Tp15),
  - 1939: seria Ti3